# Yuhanon Mar Polycarpus
Polikarp (ur. 30 marca 1955) – duchowny Malankarskiego Kościoła Ortodoksyjnego, od 2009 biskup Angamali. Sakrę biskupią otrzymał 19 lutego 2009.